# Mazuku

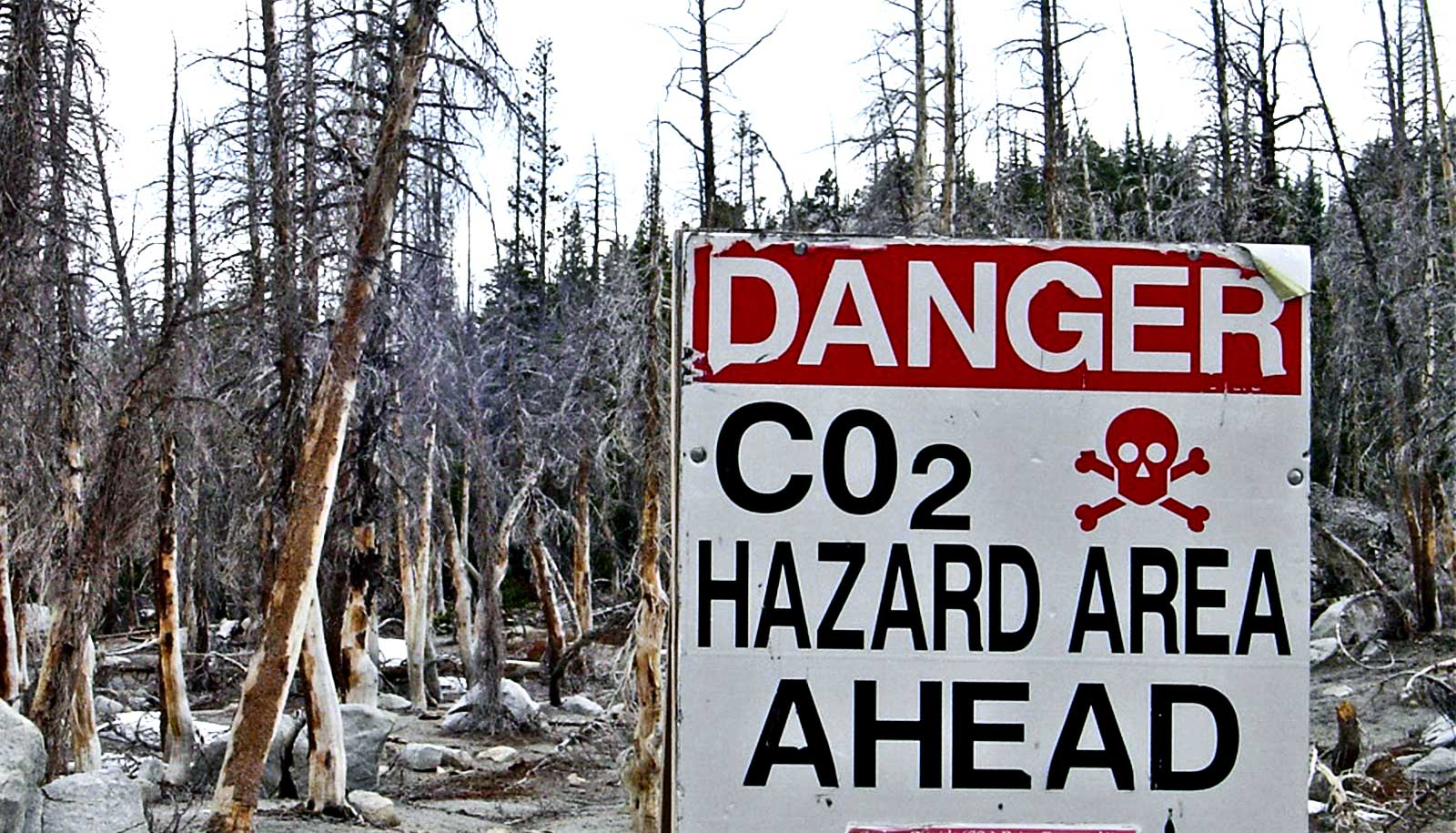
Warnung vor einer Kohlenstoffsenke am Horseshoe Lake, Kalifornien

Mazuku (Swahili für „böse Winde“) sind Ansammlungen kohlenstoffdioxidreicher Gase, die sich in tiefliegenden Gebieten wie Bodensenken bilden können.

## Ursachen und Verbreitung
Da CO2 etwa 1,5 Mal schwerer als Luft ist, neigt es dazu, vor allem bei Windstille bergab zu fließen und sich am Boden zu sammeln und sich zu konzentrieren, wie etwa in Tälern, Gräben, Vertiefungen, Höhlen oder geschlossenen Räumen mit schlechter Belüftung wie Hauskellern. In hohen Konzentrationen (≥1 Vol.-%) kann CO2 in der Luft eine tödliche Gefahr für Mensch und Tier in der Umgebung darstellen. Zudem sind die Gase mit dem Geruchs- oder Sehsinn nicht wahrnehmbar.
Die Konzentrationen an vielen von Mazuku betroffenen Orten sind tagsüber meist gering, können aber nachts, am frühen Morgen oder in den Abendstunden auf gefährliche Konzentrationen von etwa 90 % ansteigen. Dies liegt daran, dass nachts die Lufttemperatur sinkt und die Windgeschwindigkeiten deutlich reduziert sind.
Die meisten Mazuku sind vulkanischen Ursprungs. Aus Öffnungen oder Spalten wie CO2-haltige Fumarolen (Mofetten) werden in vulkanisch aktiven Gebieten freigesetzt. Eine Häufing des Phänomens findet sich am Kivu-See am ostafrikanischen Riftsystem. Auch die Wasserschichten meromiktischer Seen können eine Quelle von Mazuku sein, wenn die gelösten Gase schlagartig entweichen.

## Katastrophen

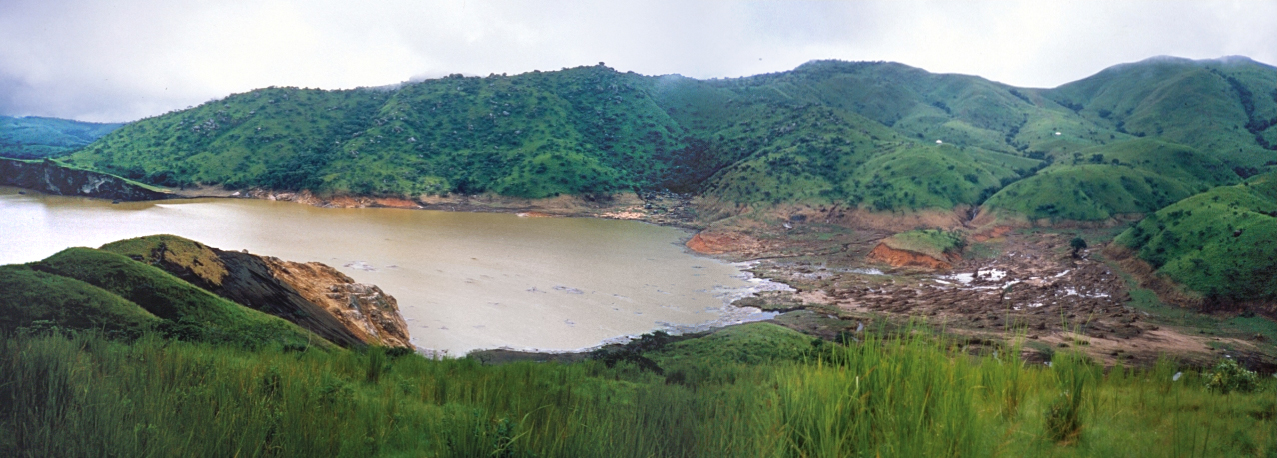
Nyos-See 8 Tage nach dem CO_{2}-Ereignis. Durch die schlagartige Entgasung wurde der Uferstreifen des Sees überflutet.

Am 21. August 1986 gegend Abend setzte der Nyos-See in Kamerun schlagartig rund 1,6 Millionen Tonnen CO2 frei. Das Gas strömte in nördliche Richtung in zwei naheliegende Täler und erstickte Menschen und Tiere in bis zu 27 km Entfernung vom See. Geschätzt 1700 Menschen und Tausende von Tieren starben. Bereits im Jahr 1984 hatte es am Manoun-See eine plötzliche Ausgasung von Kohlenstoffdioxid gegeben, bei der 37 Menschen ums Leben kamen und welche die Wissenschaft lange Zeit vor ein Rätsel stellte.